# Попытка переворота в Испании 23 февраля 1981 года
Попытка переворота в Испании 23 февраля 1981 года (исп. Golpe de Estado del 23 de febrero de 1981 en España), также 23-F, реже El Tejerazo по имени подполковника Техеро — ультраправый военный путч в Испании 23—24 февраля 1981 года. Заключался в захвате здания конгресса депутатов в Мадриде и мятеже III военного округа в Валенсии 23 февраля 1981 года. Был направлен против демократических реформ в стране, ставил целью восстановление диктаторского режима франкистского типа. Подавлен 24 февраля 1981 года.

## Предыстория. Демократия на фоне кризиса
20 ноября 1975 года скончался диктатор Франсиско Франко, безраздельно правивший Испанией на протяжении 36 лет. Новый глава государства — король Хуан Карлос I — взял курс на системные реформы. В течение 1976—1977 годов, особенно при правительстве либерального лидера Адольфо Суареса, Испания в целом осуществила переход к парламентской демократии в форме конституционной монархии. Из органов власти были устранены деятели франкистского периода, фалангисты и ультраконсерваторы «Бункера».
В то же время социально-экономическое положение страны оставалось крайне сложным. Инфляция достигала 16 %, безработица 20 %. Росли уголовная преступность и политический терроризм (прежде всего со стороны баскских сепаратистов). Премьеру Суаресу предъявлялись претензии в том плане, что политическая демократизация осуществляется за счёт экономики и общественной стабильности.
В армейских кругах усиливалась ностальгия по франкистским порядкам. 9 апреля 1977 года легализация компартии спровоцировала протесты военного командования. На 20 ноября 1978 года (третья годовщина смерти Франко) группа крайне правых офицеров во главе с подполковником жандармерии Антонио Техеро запланировала переворот — «Операция «Галактика». Попытка была предотвращена, Техеро и его сообщники были осуждены на кратковременные сроки. Это событие показало степень недовольства в военной среде.
В 1980 году произошло обострение кризиса: подали в отставку некоторые влиятельные, но непопулярные министры из окружения Суареса. В мае социалистическая оппозиция инициировала голосование по вотуму недоверия правительству. Хотя премьеру удалось сохранить свой пост, проявилась слабость его позиций. 29 января 1981 года Адольфо Суарес заявил о намерении подать в отставку. Преемником был определён Леопольдо Кальво Сотело.
Незадолго до парламентского заседания, назначенного на 18 февраля, консервативная газета ABC опубликовала статью авторитетного обозревателя Эмилио Ромеро Гомеса. Он подверг жёсткой критике Суареса и его курс и выступил за «изменение формы правления». В качестве главы правительства Ромеро Гомес предложил генерала Альфонсо Армаду, известного крайне правыми взглядами.
20 февраля состоялось голосование по кандидатуре нового премьер-министра. Кальво Сотело не набрал необходимого количества голосов. Следующее заседание было назначено на 23 февраля.

## Захват парламента
Голосование по кандидатуре Кальво Сотело началось в 18:00 по мадридскому времени. В 18:22 в зале заседаний Дворца конгресса — место нахождения нижней палаты испанского парламента — появилась группа жандармов Гражданской гвардии во главе с подполковником Техеро, давно освобождённым из-под стражи и вернувшимся на службу. С оружием в руках Техеро потребовал: «Всем молчать! Все на пол!»
Это унизительное распоряжение выполнили почти все присутствующие. Проигнорировали приказ лишь три человека — премьер-министр Адольфо Суарес, бывший министр обороны генерал Мануэль Гутьеррес Мельядо и генеральный секретарь Компартии Испании Сантьяго Каррильо. 68-летний генерал Гутьеррес Мельядо — в прошлом фалангист и участник гражданской войны на стороне Франко — вступил в физическую схватку c путчистами. Происходящее было записано на видеокамеру оператором испанского телевидения Педро Франсиско Мартином.
Несмотря на противодействие генерала Гутьерреса Мельядо и премьера Суареса, путчисты Техеро взяли под контроль зал заседаний. В их руках оказались все законодатели и министры страны. Один из жандармских офицеров объявил, что в ближайшее время будет создан «компетентный орган военного управления», который примет на себя всю полноту власти в Испании.

Подразделения армии и Гражданской гвардии, которые заняли Конгресс, не имеют иных целей, кроме блага Испании и её народа. Не позволим сепаратистам превратить автономию в разрушение. Не допустим безнаказанности террористов-убийц. Отвергнем такое положение дел, когда престиж Испании снижается с каждым днём. Вооружённые силы стремятся к миру, порядку и безопасности. Да здравствует Испания!

Антонио Техеро

## Мятеж в Валенсии
Хотя попытка переворота связывается прежде всего с именем Антонио Техеро Молины, подполковник Гражданской гвардии не являлся ключевой фигурой заговора. Во главе мятежа стояли генералы-франкисты Альфонсо Армада и Хайме Миланс дель Боск. Оба не только участвовали в гражданской войне на стороне Франко, но и служили в Голубой дивизии, воевали на стороне Третьего рейха против СССР. Оба рассматривались как потенциальные премьер-министры будущего ультраправого правительства. Именно дель Боску отрапортовал Техеро по телефону из захваченного парламента: «Мой генерал, всё в порядке».
Генерал Миланс дель Боск являлся командующим III военным округом (Валенсия). В его распоряжении находилась бронетанковая дивизия «Brunete». Получив информацию о событиях в Мадриде, дель Боск вывел танки на улицы Валенсии, объявил чрезвычайное положение и запретил акции протеста. Административные здания Валенсии были взяты под прицел танков.
Гражданскую часть ультраправого путча представлял бывший руководитель франкистских профсоюзов национал-синдикалист Хуан Гарсиа Каррес. Он взял на себя межрегиональную координацию и информационный мониторинг. Гарсиа Каррес сообщил Техеро, что к III округу готовы присоединиться II (Севилья), IV (Барселона) и V (Сарагоса), а также отчасти I (Мадрид), VII (Вальядолид) и гарнизоны Балеарских и Канарских островов. Но эти сведения оказались сильно преувеличены — из командующих округами в мятеже участвовал только Миланс дель Боск. Остальные либо объявили о своей верности королю и конституции, либо ожидали развития событий.

## План Армады
Исключение составлял Альфонсо Армада — заместитель начальника генштаба сухопутных войск. Он рассчитывал оказать влияние на Хуана Карлоса, который в молодости был его слушателем в военном училище.
Около полуночи генерал Армада появился во Дворце конгресса. Между ним и Техеро возник конфликт относительно состава будущего правительства. Техеро настаивал на создании военной хунты под руководством дель Боска. Армада занял более умеренную позицию: он подготовил список членов правительства — в основном из правых политиков, крупных финансистов, представителей армии и спецслужб. Такой вариант создавал формальные ассоциации с конституционным порядком. Для широты представительства в кабинет Армады предполагалось включить даже представителя социалистов, а возможно, и коммунистов.
Генерал пытался создать аллюзии с французским политическим кризисом 1958 года и представить путч как своего рода аналог «возвращения генерала де Голля». Такой вариант выглядел более приемлемо, нежели pronunciamiento латиноамериканского типа, но он в обязательном порядке требовал королевской и парламентской легитимации.
Техеро категорически отверг проект Армады и заявил, что не ищет иных вариантов, кроме военного правления. Раздражённый Армада покинул здание парламента.

Этот человек сошёл с ума.

Альфонсо Армада об Антонио Техеро

## Слово короля. Подавление путча
Король Испании номинально является главнокомандующим вооружёнными силами страны. Действия от имени короля производили впечатление формально легитимных. Этот мотив постоянно звучал в выступлениях путчистов — в особенности дель Боска и Армады, но также и Техеро.
Получив информацию о происходящем, Хуан Карлос I потребовал объяснений от Армады. Генерал сообщил, что выезжает в королевский дворец. Он намеревался предложить монарху «полноту власти», однако король, уже сориентировавшийся в ситуации, отказался принимать заговорщика. Хуан Карлос твёрдо сделал ставку на подавление мятежа. Организационную сторону взял на себя секретарь королевского дома генерал Сабино Фернандес Кампо, ставший ключевой фигурой сопротивления путчу.
Команды путчистов по-прежнему отдавались «именем Его Величества», однако информация об отказе Хуана Карлоса поддержать переворот стала распространяться по армии. Это привело в замешательство даже офицеров штаба дель Боска.
Командир бронетанковой дивизии «Brunete» генерал Хосе Хусте, выполнявший приказ Миланса дель Боска, связался с Сабино Фернандесом Кампо. Хусте постарался уяснить позицию монарха по отношению к перевороту. Фраза Фернандеса Кампо: Ni está ni se le espera — «Не ждет и не надеется» — стала окончательным ответом.
Верховное командование во главе с генералом Хосе Габериасом Монтеро выразило полную лояльность королю. Хуан Карлос провёл серию телефонных переговоров с командующими военных округов и военными губернаторами провинций. После этого попытки склонить на сторону мятежников дополнительные армейские части были обречены на неудачу. Далее последовал звонок короля генералу Милансу дель Боску с требованием отозвать войска в казармы III округа и отменить приказ о чрезвычайном положении.
23 февраля в 21:00 появилось сообщение МВД о создании временного правительства из заместителей министров и секретарей министерств. Это структура взяла на себя управление на время изоляции министров. Кабинет возглавил заместитель министра внутренних дел Франсиско Лаина, курирующий антитеррористические подразделения. В кратком телевыступлении он сообщил о происходящем и дал понять, что даже в чрезвычайных обстоятельствах Испанией управляют гражданские власти, а не военная хунта. Затем он провёл серию консультаций с представителями партий и профсоюзов, попросив сохранять спокойствие и не провоцировать военного вмешательства в ситуацию.
По приказу Лаины части Гражданской гвардии и полиции под командованием генерала Хосе Антонио Арамбуру и генерала Хосе Антонио Саенса де Санта-Марии блокировали захваченное здание парламента. От штурма было решено воздержаться во избежание кровопролития. Тем временем в телецентре готовилось выступление перед нацией Хуана Карлоса I.
Король, облачённый в военную форму, выступил по телевидению вскоре после 1:00 24 февраля. Он решительно осудил попытку переворота и потребовал от путчистов немедленно сдаться.

Я обращаюсь ко всем испанцам с кратким словом в чрезвычайных обстоятельствах, которые мы все сейчас переживаем, и прошу всех сохранять спокойствие и уверенность. Сообщаю вам, что всем генералам, командующим округами и войсками, флотом и авиацией в регионах и провинциях я приказал следующее:

В ситуации, созданной случившимся во дворце Конгресса, и во избежание неверного толкования подтверждаю, что приказал гражданским властям и Совету начальников Генерального штаба принять все необходимые меры для сохранения конституционного порядка в рамках существующей законности. Любые действия военного характера должны быть одобрены Советом Генерального штаба.

Монархия, символ единства и стабильности Родины, не может допустить какие-либо действия, направленные на то, чтобы путём насилия прервать демократический процесс, определенный Конституцией, за которую проголосовал испанский народ, одобрив её в своё время на референдуме.

Хуан Карлос I

План переворота строился в расчёте если не на поддержку, то на молчаливое согласие короля. Недвусмысленная позиция монарха сделала безнадёжным продолжение мятежа. К утру 24 февраля 1981 года захватившие парламент путчисты были в основном деморализованы. Техеро безуспешно пытался связаться с дель Боском. С 10:00 часов началось освобождение депутатов (прежде всего женщин), около полудня все они покинули здание. Техеро и его сообщники сдались. В течение следующих суток были арестованы все главари мятежа.

## Суд и сроки
Судебный процесс по делу о военном путче 23-F состоялся в феврале-мае 1982 года. Обвинительные приговоры были вынесены в отношении 30 человек — 12 армейских чинов, 17 жандармов и 1 гражданского лица.
Наибольшие сроки наказания — соответственно 30 лет и 26 лет 8 месяцев — получили подполковник Техеро и генерал Миланс дель Боск. Генерал Армада был приговорён к 6 годам заключения. На 2 года был осуждён единственный гражданский путчист Гарсиа Каррес. Остальные получили сроки от 1 до 6 лет.
Наказание нескольким осуждённым было пересмотрено в Верховном суде после рассмотрения протестов обвинения. Так, 6-летний срок Армады был продлён до 30 лет. Трое обвиняемых — оперативник спецслужбы, капитан артиллерии и капитан жандармерии были оправданы как непричастные.
Осуждённые на длительные сроки получили помилования в 1988—1990 годах, отсидев по 7-9 лет. Один из заключённых умер в тюрьме. Дольше всех оставался в заключении Техеро — до 1996 года.

## Конспирологические изыскания и реальные неясности
Как обычно в таких случаях, возникли версии конспирологического характера. Этому способствовали сумбурность конфликта, бескровность столкновения, быстрое отступление путчистов, их подчёркнутая лояльность главе государства. Непонятен и план действий в случае крайне маловероятного успеха — установление военно-фашистской диктатуры в западноевропейской стране начала 1980-х годов было абсолютно нереально. Что касается «варианта де Голля», на который пытался сориентироваться Армада, то такая модель малосовместима с фигурами, подобными Милансу дель Боску.
Некоторые моменты действительно остаются неясными. Прежде всего это относится к позиции флотского командования (с которым вёл переговоры Армада) и военной разведки CESID (агент которой в жандармерии оказался в числе осуждённых).

## Международная реакция. Различия в подходах
Администрация США в лице госсекретаря Александра Хейга первоначально квалифицировала происходящее как внутреннее дело Испании. Лишь после выступления короля Госдепартамент высказался в поддержку законных властей.
По утверждениям Сантьяго Каррильо, в планы подготовки мятежа был посвящён Ватикан.
Правительства западноевропейских стран, прежде всего государств Европейского экономического сообщества (о присоединении к которому велись переговоры с Испанией) с самого начала решительно осудили мятеж. Жёстче других выступила Маргарет Тэтчер — британский премьер охарактеризовала захват парламента как «акт терроризма».
В СССР испанские события (совпавшие с проведением XXVI съезда КПСС, подводившего итог «брежневской эры») были встречены с большой обеспокоенностью. Новостные телерадиопрограммы информировали о происходящем в тревожной тональности. Взгляды Техеро были названы ультраправыми, дель Боска — фашистскими. В аналитических программах фигура Техеро настойчиво ассоциировалась с мрачными образами «Романса об испанской жандармерии» Федерико Гарсиа Лорки. Вооружённое выступление испанских ультра рассматривалось как составная часть глобального ужесточения западной политики, инициированного американской администрацией Рональда Рейгана.

## Последствия путча
События 23 февраля 1981 продемонстрировали, что демократические преобразования в Испании приобрели необратимый характер. Акция франкистов не получила никакой поддержки в обществе. Недовольство социально-экономическими трудностями не означало ностальгии по диктаторскому режиму.
Показательно, что Фернандес Кампо, Лаина, Габериас Монтеро — деятели, сыгравшие основную роль в подавлении мятежа — сами происходили из фаланги и франкистской армии. Однако они, как и король, ясно понимали, что реваншистские замыслы неадекватны и опасны для страны.
Мощно укрепился престиж монархии и лично Хуана Карлоса I. Король наглядно позиционировал себя как сильный национальный лидер и гарант демократической законности.
Произошёл ситуативный сдвиг испанской политики влево. Правительство Кальво Сотело получило вотум доверия, но продержалось у власти сравнительно недолго, до осени 1982 года. На парламентских выборах победу одержала Испанская социалистическая рабочая партия. (Созданная Техеро партия Испанская солидарность собрала 0,14 % голосов.)
Возросла личная популярность трёх фигур испанской политики — либерала Адольфо Суареса, еврокоммуниста Сантьяго Каррильо и генерала Мануэля Гутьерреса Мельядо. Последний вообще превратился в национального кумира и образец для подражания.